# Gymnaspis perpusilla
Gymnaspis perpusilla är en insektsart som först beskrevs av William Miles Maskell 1897.  Gymnaspis perpusilla ingår i släktet Gymnaspis och familjen pansarsköldlöss. Inga underarter finns listade i Catalogue of Life.